# Prothoe semperi
Prothoe semperi är en fjärilsart som beskrevs av Eduard Honrath 1884. Prothoe semperi ingår i släktet Prothoe och familjen praktfjärilar. Inga underarter finns listade i Catalogue of Life.